# 上海紅鯨団が行く
『上海紅鯨団が行く』（シャンハイべにくじらだんがいく）は、1986年10月11日から1987年9月26日までフジテレビ系列で放送されていたバラエティ番組である。IVSテレビ制作と関西テレビの共同制作。MIZUNOの一社提供。放送時間は毎週土曜 23:00 - 23:30 （日本標準時）。司会は片岡鶴太郎。構成・ゼネラルディレクターはテリー伊藤こと伊藤輝夫。
この番組より前の同時間帯での関西テレビ制作番組は大阪本社制作で、収録も本社内のスタジオで行われていたが、本番組以後は東京支社の制作になり、収録も東京都内のスタジオで行われるようになった。

## 概要
「中国」をテーマに団員が視聴者からの「なんでもリクエスト」（片付け、掃除など）に応えたり、東京・赤坂にあるアンティークショップ「上海紅鯨」で「作戦活動報告」という名の企画、団員の中川が気になった物を紹介するという内容だった。その他、港区白金台にある古い店舗付きの民家を借り、後の番組連動期間限定ショップの先駆けとも言える「べにくじら」を開設、店頭では雑貨以外にも桃饅頭や肉まんなどを販売し、番組開始・終了時には店舗の場所の告知を行っていた。。
1987年に入ると『怪しい古ぼけた上海バスが行く』と銘打ち、黒いボディに白地の『上海』と書かれた旧型のバスに乗って「上海豚ロデオ」「勝ち抜き卓球大会」「紅鯨団に聞け」など一般人参加タイプの企画が主流になり、優勝者には上海旅行がプレゼントされた。この他、7人勝ち抜くと賞金20万円が贈呈される勝ち抜き女相撲企画や、同年夏には男女出会い系の企画が出てきたものの、企画が盛り上がる前に番組自体が終了。同時に上海紅鯨団も「解散」となり、最終回では参加者に上海バスがプレゼントされた。
番組と連動した期間限定の店舗開設などの手法は、『天才・たけしの元気が出るテレビ!!』（日本テレビ製作）を一部流用した。
「紅鯨団」の名称は後継番組『ねるとん紅鯨団』のタイトルに流用された。また、番組の放送内容も5か月間は同番組が引き継いでいた。

## 出演者
※基本的に団長の鶴太郎、中川、翔、柳沢、桜がレギュラーとして登場し、以下は準レギュラー、ゲストは団員として番号がナンバリングされていった。
- 片岡鶴太郎（団長）
- 中川比佐子（団員番号002）
- 翔（団員番号003）
- 柳沢慎吾（団員番号004）
- 桜金造（団員番号005）[3]
- 森尾由美（団員番号006）
- 京本政樹（団員番号007）
- 田代まさし（団員番号008）
- ケント・デリカット（団員番号009）
- 野々村文宏（団員番号010）
- ダンプ松本(団員番号011)
- 荒勢（団員番号014）
- 藤正樹（団員番号015）
- ゼンジー北京（団員番号016）
- ケラ（団員番号017）
- 西川のりお（団員番号018）
- 春一番（団員番号無し）

## ナレーター
- 大森章督
ナレーションは不気味な語り口となっていた。これは番組そのものが秘密結社という設定であったことや、サスペンスタッチの手法を取り入れたため、不気味な語り口を取り入れたものである[4]。

## 主題歌
- 有頂天「べにくじら」
- ストリート・ダンサー「渚のCCC」 - エンディングテーマ

## スタッフ
- 構成：城戸口寛、摠谷博志、広川峯啓、堀田佳己
- ナレーター：大森章督
- 技術：テレテック
- 美術：ウッドオフィス
- 編集：酒井理隆、犬塚昭和（TVT AKASAKA）
- 音効：稲村淳（サウンドプロ企画）
- ディレクター：後藤喜男／杉山和典、武藤光輝
- 演出：伊藤輝夫
- プロデューサー：越智武彦（関西テレビ）、長尾忠彦、岩城昇
- 制作：関西テレビ、IVSテレビ制作